# Дзоле Стойчев
Лазар Стойчев Гергев, известен като Дзоле и Атеш (Атем) Паша, е български революционер, лерински войвода на Вътрешната македоно-одринска революционна организация.

## Биография
Дзоле Стойчев е роден в Баница, тогава в Османската империя. Влиза във ВМОРО и изпълнява куриерски и терористични задачи. Влиза в терористична група заедно с Христо Иванов – Майсторчето от Лерин, Геле и Петре Попови от село Търсие, Тане Стойчев и Доре Минчев от село Горничево, Дине Клюсето от Горно Върбени. Става четник при Тане Стойчев, а от 1903 година е лерински войвода на ВМОРО. Участва в Илинденско-Преображенското въстание през лятото на 1903 година. След погрома на въстанието е околийски войвода. На 11 март 1905 година съединените чети на Тане Стойчев и Дзоле Стойчев дават голямо сражение на османските войски и башибозук при село Жерви (днес Зерви, Гърция), в което турците дават много жертви. Разярени от поражението, турците изгарят цялото село Жерви, като от 45 къщи оцеляват едва 4, а 54 души са убити. Като районен войвода Дзоле Стойчев се движи в Леринския революционен район с 6 души четници, а отделно действат подвойводите му Насе Катин от Българска Блаца, 30-годишен и действащ в Буфкол, Петър Христов Неволянчето в Нередско и Кръсте Льондев в Сетинско и Попадийско.

През 1907 година изпраща писмо до жителите на Бел камен, в което ги призовава да не подпомагат гръцките андартски чети, които избиват българите и власите в района. В него се чете: 
| „ | Вие не сте гърци, а сте албанци и ние не искаме от вас да правим българи. Срамно е, че вие си отхвърлихте своята народност. Знайте, че вашите братя албанци организираха албанска чета, пред която ще трябва да отговаряте. Албанските и влашките чети са в съюз с нас и ние работим заедно като братя. | “ |

След Младотурската революция в 1908 година Стойчев се легализира и участва в дейността на младотурците и застава начело на местната полиция. Участва в дейността първо на Съюза на българските конституционни клубове, а след това и на Народната федеративна партия (българска секция). Убит е в Лерин през 1909 година от фанатизирания турчин Саурадин след гръцка провокация.
Дзоле Гергев остава в спомените на народа, като за него се пеят много песни.
През 1927 година в Елвуд, Индиана е основана Македонска патриотична организация, наречена „Дзоле Гергев“.

## Галерия
- Дзоле Стойчев на кон
- Сбор на войводи: Четирима неразпознати, Петър Христов, Дзоле Гергев, Кръсте Льондев, младотурски офицер, Кръсте Маликов, Петре Костурчето и други двама, 1908 г.
- Четата на Дзоле Стойчев при разбор
- Дзоле Гергев
- Дзоле Гергев с четата си в Лерин през Хуриета
- Войводите Тане Стойчев (най-вляво) и Дзоле Гергев (вторият от ляво) със свои четници в Леринско
- Дзоле на сватба в Баница, 1900 – 1909 г.
- Гробът на Дзоле Гергев в Баница, Леринско
- Паметникът „Паднали за свободата на Македония“ в Кюстендил с името на Гергов (32-ри в първата колона)